# Mary Delany
Mary Delany, (nata Granville) (Coulston, 14 maggio 1700 – Windsor, 15 aprile 1788), è stata un'artista, un'intellettuale e una scrittrice di lettere inglese, altrettanto famosa per i suoi "mosaici di carta" e per la sua vivace corrispondenza.

## Biografia

### Primi anni
Mary Delany nacque a Coulston, Wiltshire, figlia del colonnello Bernard Granville dal suo matrimonio con Maria Westcombe, fedeli sostenitori Tory della Corona Stuart. Fu anche una nipote di George Granville, I Barone Lansdowne, fratello di suo padre. Mary aveva un fratello maggiore, Bernard (1699), conosciuto come Bunny; un fratello minore Bevil, nato tra il 1702 e il 1706 e una sorella, Anna (1707). Quando Maria era giovane, i suoi genitori trasferirono la famiglia a Londra e Mary fu iscritta ad una scuola dove insegnava una rifugiata francese, Mademoiselle Puelle. Maria venne a stretto contatto con la Corte quando fu mandata a vivere con la zia, Lady Stanley, che non aveva figli, con l'intenzione che sarebbe poi diventata una Damigella d'onore.
Mentre viveva con Lady Stanley, Maria imparò "inglese, francese, storia, musica, cucito e la danza ...".
Maria venne a contatto con Händel, mentre era nella sua casa, ascoltando la musica che aveva composto; questo contatto con Händel sarebbe rimasto con Maria per il resto della sua vita; lei era un'amica intima e fedele sostenitrice del compositore.
I piani di Maria per diventare una Dama di compagnia furono rovinati dalla morte della regina Anna nel 1714, che portò ad un cambiamento di potere, e un Hannover sul trono, sostenuto dai Whigs. I Granvilles si trasferirono in un maniero a Buckland nel Gloucestershire, dove erano abbastanza isolati dalla società inglese. Tuttavia Maria fu in grado di continuare la sua formazione e la sua passione di ritagliare la carta, che aveva sviluppato in tenera età.
Verso la fine del 1717 Maria fu invitata a stare con suo zio, Lord Lansdowne, nel Wiltshire. Lei fu presentata ad Alexander Pendarves durante questo soggiorno e divenne presto chiaro che la sua famiglia aveva interesse a un matrimonio tra i due. Pendarves era membro del Parlamento di Launceston e aveva 60 anni, mentre Maria solo 17. Nel febbraio 1718 fu infelicemente sposata con lui, un matrimonio causato dalla dipendenza finanziaria dei suoi genitori da Lord Lansdowne e la speranza di Lord Lansdowne di avere una qualche influenza politica attraverso le nozze.

### Vita da sposata
I Pendarveses partirono per il Castello di Roscrow, vicino a Falmouth in Cornovaglia ovest, nel mese di aprile; una volta sistemata, la signora Pendarves poté godere la splendida vista che Roscrow offriva ed imparò un po' ad andare a cavallo. La gotta del sig Pendarves peggiorò nel corso dell'anno, e nel secondo anno del loro matrimonio, la signora Pendarves fu costretta ad assistere il marito malato. Nel 1721 i due presero una casa a Londra e lì, anche se il sig Pendarves cominciò a bere eccessivamente, la signora Pendarves poté ricongiungersi con molti dei suoi vecchi amici. Nel 1724, il signor Pendarves morì improvvisamente nel sonno, lasciando la giovane moglie vedova. Mr Pendarves non aveva cambiato il testamento dopo il suo matrimonio e così la signora Pendarves non ereditò ciò che rimaneva della sua tenuta.
Nonostante la sua mancanza di risorse, la vedovanza fornì nuove opportunità alla signora Pendarves. Le vedove, a differenza delle donne non sposate, erano in grado di muoversi liberamente nella società e per la prima volta nella sua vita, la signora Pendarves poté perseguire i propri interessi, senza la supervisione un uomo. Forse a causa del suo matrimonio infelice, lei non era soddisfatta delle opzioni disponibili alele donne nel XVIII secolo. Lei scrisse:
La signora Pendarves era una donna molto perspicace, "Lei giudicava tutto e tutti con la sua testa; e mentre ridicolizzava tutte le teste vuote o la vana stupidità, sia che fosse convenzionale che eccentrica, era sempre pronta ad applaudire l'insolito, se genuino e degno. Era ansiosa di acquisire conoscenze di tutti i tipi fino alla fine della sua vita... "
Perché lei non aveva una casa tutta sua, dopo la morte del suo primo marito, la signora Pendarves passava il tempo vivendo con i vari parenti e amici. Per cominciare, visse con la zia e lo zio Stanley, e dopo la morte della zia, trascorse del tempo in Irlanda con la famiglia della sua amica la signora Donellan. In Irlanda la signora Pendarves fece la conoscenza del dottor Patrick Delany, un ecclesiastico irlandese, che era già sposato con una ricca vedova. Fu non prima del 1743 che, in un viaggio a Londra, il Dr. Delany propose alla signora Pendarves di sposarlo, con grande costernazione della famiglia di lei. Lei scelse di prendere il Dr. Delany come marito, e i due sposarono nel giugno del 1743.
I Delanys passarono un anno a Londra prima di trasferirsi a Dublino, dove il dottor Delany aveva una casa. Marito e moglie erano molto interessati alla botanica e il giardinaggio:
Dopo venticinque anni di matrimonio, la maggior parte trascorsi in Irlanda, il dottor Delany morì a Bath, in Inghilterra, il 6 maggio 1768, all'età di ottantaquattro anni e la signora Delany, di ormai sessantotto, si trovò ancora una volta, vedova.

### Anni della maturità
Come vedova, Mary Delany passava ancora di più del suo tempo a Bulstrode, la casa della sua amica, Margaret Bentinck, vedova nobile, Duchessa di Portland. Le due condividevano una affinità per la botanica, uscendo spesso per cercare campioni specifici. Fu durante i suoi frequenti soggiorni a Bulstrode con la duchessa che Mary fece la conoscenza di due botanici noti dell'epoca Joseph Banks e Daniel Solander. Questo contatto con i botanici incoraggiò l'unico interesse di Maria per la botanica ed ha inoltre incoraggiato la conoscenza su cui si basano molti dei suoi fiori di ritagliati nella carta.

### Carriera come artista
Mary Delany era sempre stata un'artista appassionata, ma fu durante il suo matrimonio con il dottor Delany che alla fine ebbe il tempo per affinare le sue abilità. Era un'appassionata di giardinaggio, qualcosa che aveva condiviso con il dottor Delany, ed era inoltre brava a ricamare, nel disegno, nella pittura e nel taglio della carta; ma lei era più nota per i suoi ritagli di carta: "Poiché questi "mosaici" sono carte colorate che rappresentano non soltanto i dettagli vistosi, ma anche colori o sfumature dello stesso colore contrastante in modo che ogni effetto di luce è colto." Lei strinse amicizia con Letitia Bushe, un'acquarellista e miniaturista, con la quale intraprese una serie di progetti artistici.
Nel 1771 nella prima parte dei suoi 70 anni e come un modo di affrontare il suo dolore, Maria cominciò a creare opere d'arte di carta ritagliate (découpage) così come era di moda fra le donne di corte. Le sue opere erano rappresentazioni di piante, eccezionalmente dettagliate e botanicamente accurate. Usava la carta velina e la colorazione a mano per la produzione di questi pezzi. Ha creato 1.700 di queste opere, chiamandoli "Paper Mosaiks [sic]", a partire dall'età di 71 anni, fino agli 88, quando la vista non la assistette più. Durante questo tempo, Mary ha fatto quasi 1.000 fiori di carta.
"Con il campione di piante fissati prima da lei tagliava minuscole particelle di carta colorata per rappresentare petali, stami, calice, le foglie, le venature, io fusto e le altre parti della pianta e, utilizzando carta più leggera e più scura per formare l'ombreggiatura, le attaccava su uno sfondo nero. Inserendo un pezzo di carta su un altro a volte lei costruiva su più livelli e in un quadro completo ci potevano essere centinaia di pezzi per formare una pianta. Si pensa che in primo luogo abbia sezionato ogni pianta in modo che lei potesse esaminarla con attenzione per farne un ritratto preciso... " Maria si prese molta cura per fare in modo che ciascuno dei suoi fiori fossero corretti, in numero di stami e petali. Lei diventò così conosciuta che molti donatori hanno cominciato a inviare i loro fiori per ritagliarli. Oggi essi sono ancora visibili nella Galleria dell'Illuminismo al British Museum. Alla sua morte, "I dieci volumi di Flora della signora Delany furono ereditati da Lady Llanover, la figlia di Georgina Mary Ann Port. Lady Llanover, che morì nel 1896, all'età di novantaquattro anni, lasciò in eredità questi volumi al British Museum. .. "
Quando la sua patrona, la Vedova Nobile Duchessa morì, re Giorgio III e la regina Charlotte le diedero una piccola casa a Windsor e una pensione di 300 sterline l'anno. La signora Delany entrò in familiarità con la regina Charlotte mentre viveva nella casa di Windsor, diventando una parte importante del cerchio interno della corte. Il re e la regina, grandi sostenitori dei suoi ritagli di carta, "... desideravano sempre che tutte le piante curiose o belle fossero inviate alla signora Delany quando in fiore."
Frances Burney (Madame D'Arblay) le fu presentata nel 1783 e spesso le faceva visita nella sua casa di Londra e a Windsor e doveva alla sua amicizia la sua nomina a corte. La Delany, ottant'anni in questo periodo, aveva una certa reputazione perché ritagliava e faceva i mosaici di carta molto complessi (collages) ora al British Museum. Aveva conosciuto molti dei luminari del suo tempo, era in corrispondenza con Jonathan Swift, Sir Joseph Banks e Thomas Young, e lasciò un quadro dettagliato della buona società inglese del XVIII secolo nei suoi sei volumi di autobiografia e lettere (ed. Lady Llanover, 1861-1862). Burke la chiama "veramente una signora bene, il modello di una donna di successo di un tempo".
Nel 1980, un discendente della sorella di Mary Delany Anne, Ruth Hayden, ha pubblicato un libro sul lavoro di Delany: Mrs. Delany and Her Flower Collages, che fu ristampato nel 2000 col titolo Mrs. Delany: La sua vita ed i suoi Fiori (British Museum Press ).

## Galleria d'immagini

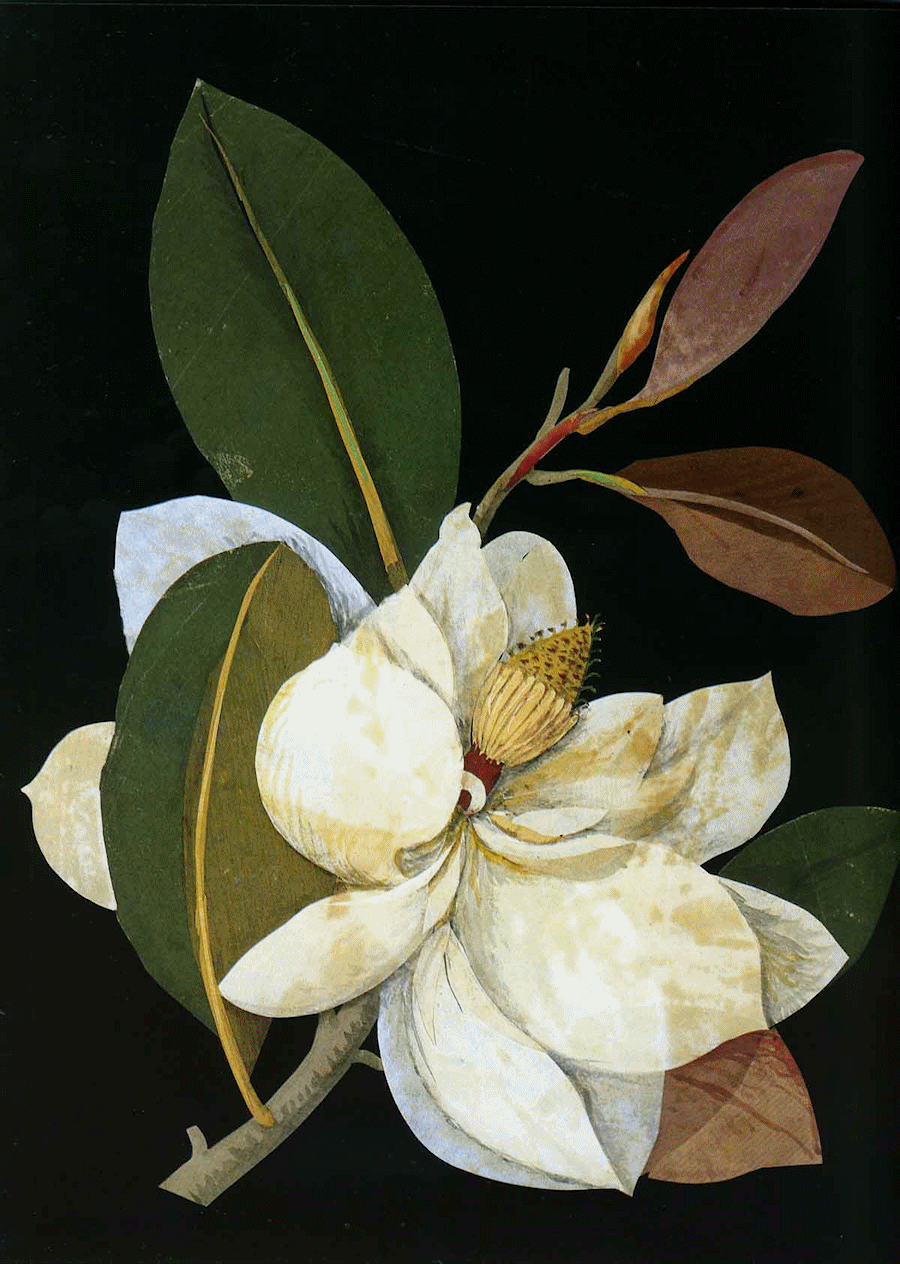
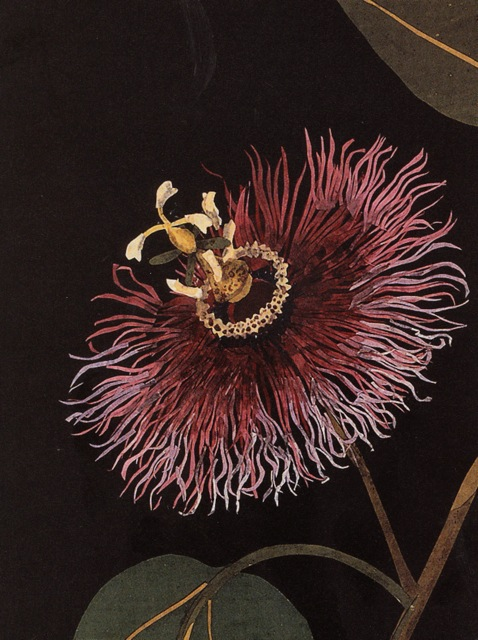
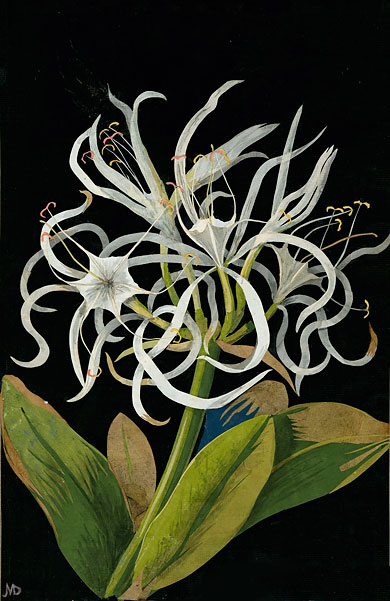
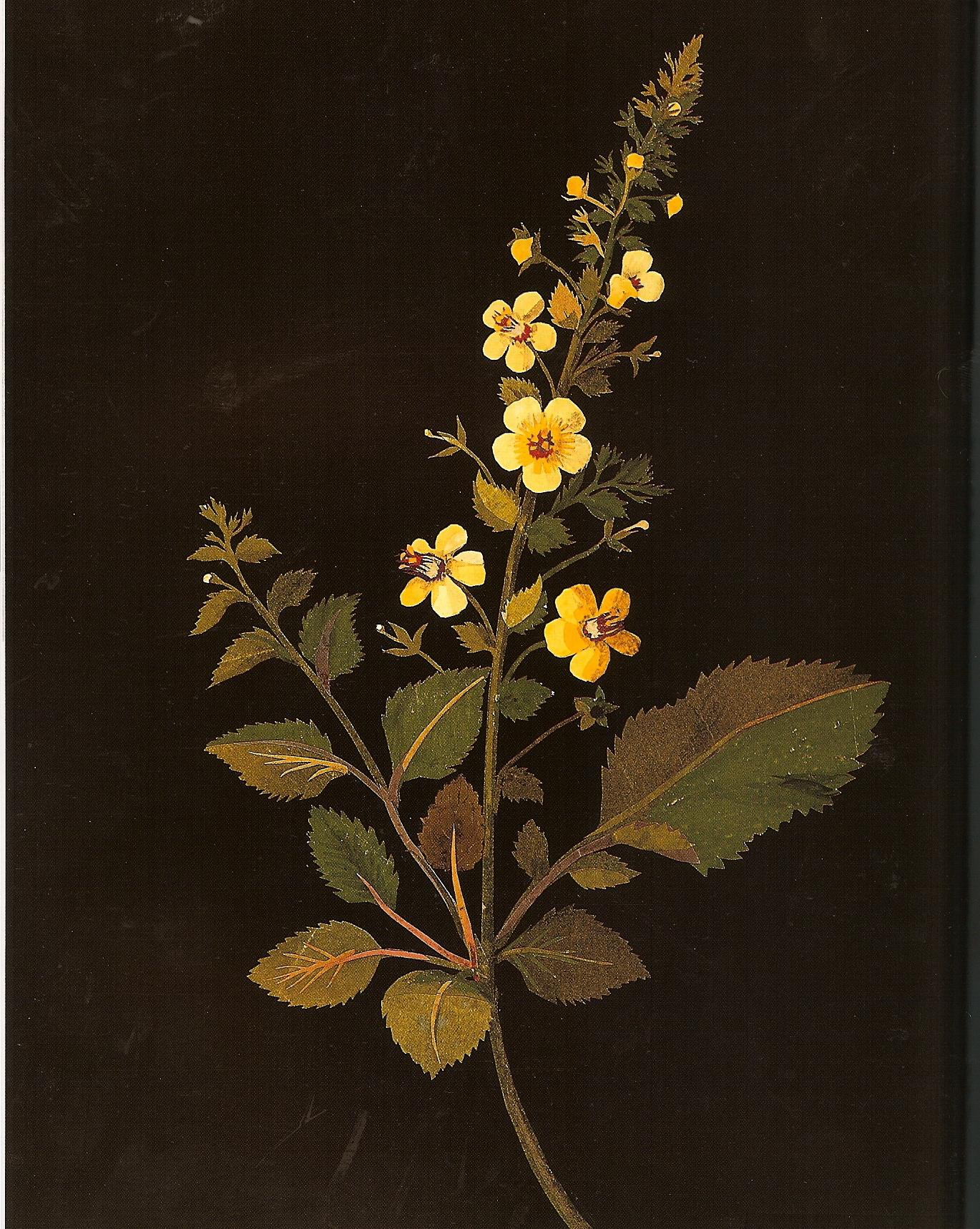
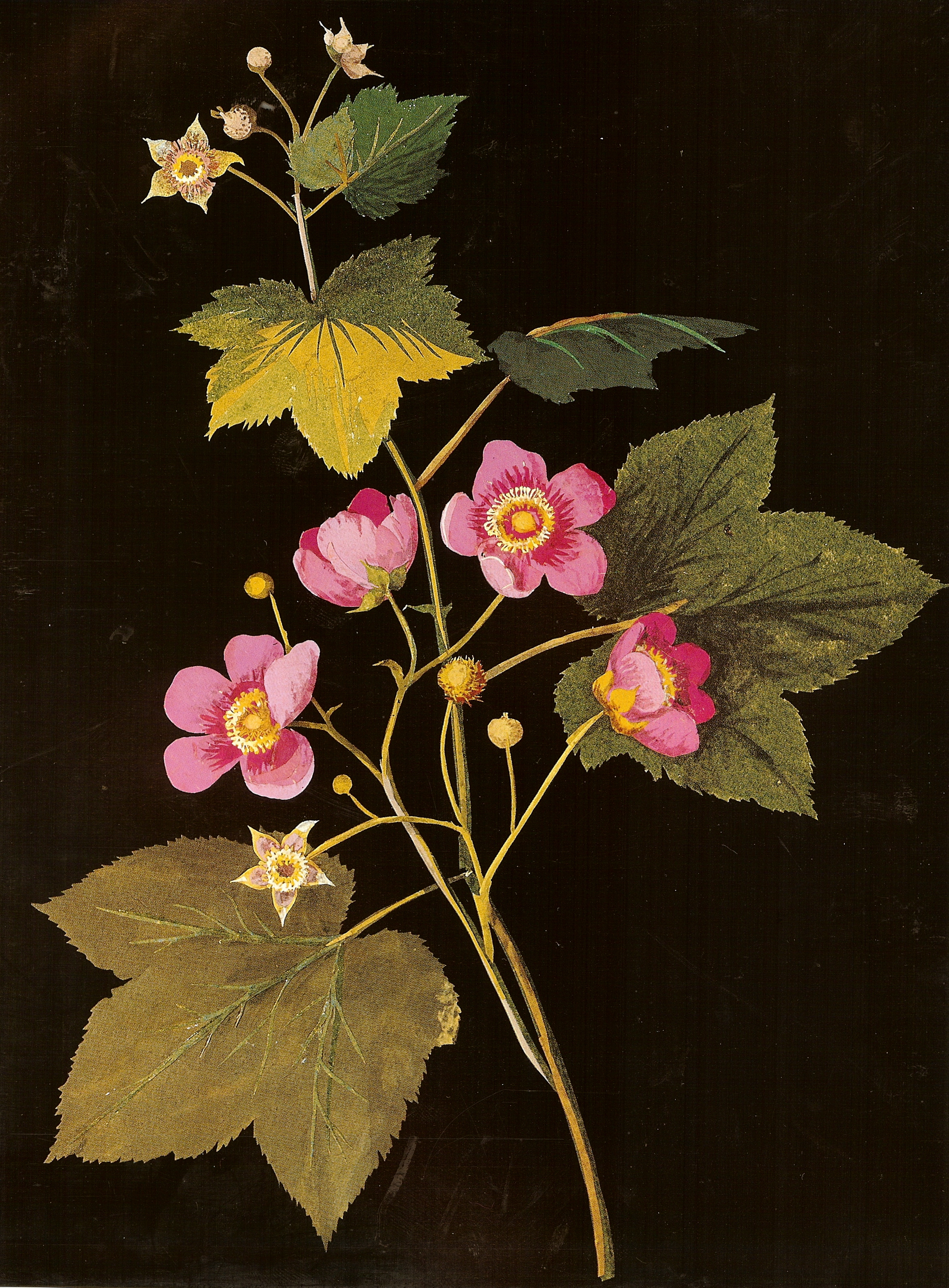